# Lucilii

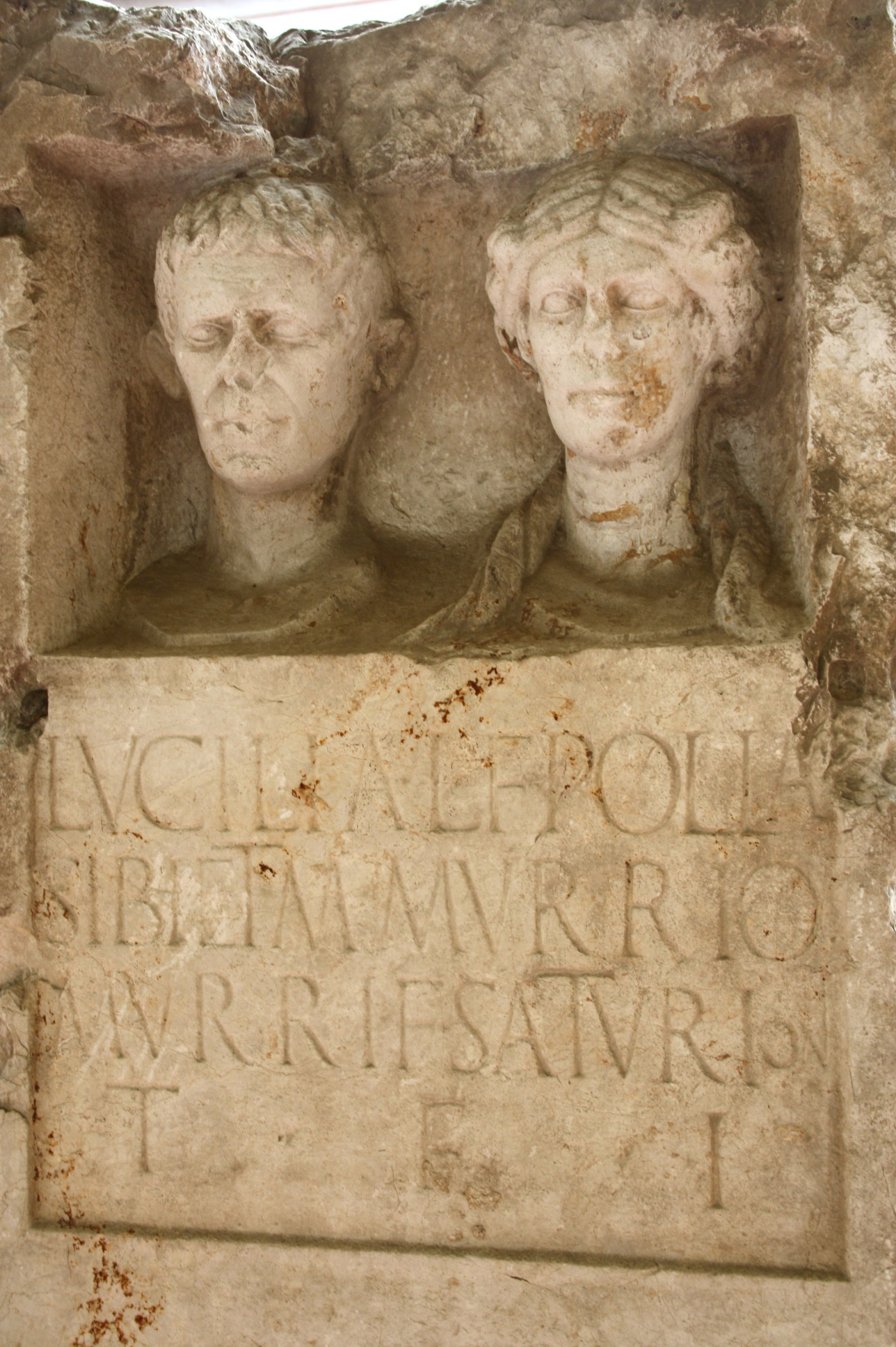
Monument à Lucilia Polla et Marcus Murrius Saturius, Ie siècle de notre ère. Musée de Santa Giulia, Brescia.

Les Lucilii ou gens Lucilia, sont les membres d'une famille plébéienne de la Rome antique. Bien que de nombreux Lucilii apparaissent dans l'histoire romaine, le seul connu pour avoir obtenu l'une des fonctions supérieures de l'État romain était Lucilius Longus, consul suffectus en 7 apr. J.-C..

## Origines
Le nomen Lucilius est un nom patronymique, dérivé du praenomen commun latin Lucius. Le satiriste Lucilius serait originaire de Sessa Aurunca, une ancienne ville des Aurunces, où une colonie latine fut établie en 313 av. J.-C..

## Membres

### Sous la République

#### Lucilii Hirri
Les Lucilii Hirri sont originaire de Sessa Aurunca, ils sont inscrits dans la Tribu Pupinia.
- (Lucilius), (v.-200 - ?);
  - Caius Lucilius, (-180/67 - -103), chevalier romain, poète satirique;
  - Lucilius (Hirrus), (v.-170 - ?);
    - (Caius Lucilius) Hirrus, (v.-135 - ap.-100), légat propréteur en -102;
      - Caius Lucilius Hirrus, (v.-95 - ap.-43), tribun de la plèbe en -53;

    - Lucilia, (v.-130 - ?), épouse de Cnaeus Pompeius Strabo;

#### Lucilii Balbi
- Lucilius Balbus, (v.-190 - ap.-129), sénateur romain;
  - Lucius Lucilius Balbus, (v.-150 - ap.-91);
  - Quintus Lucilius Balbus, (v.-145 - ap.-75/3), philosophe stoïcien;

#### Lucilii Gamala
Les Lucilii Gamala sont originaire d'Ostie.
- Publius (Lucilius), (v.-180 - ?);
  - Publius (Lucilius), (v.-150 - ?);
    - Publius (Lucilius), (v.-120 - ?);
      - Publius Lucilius Gamala, (v.-90 - ap.-36), pontif de Vulcain, IIvir quinquennalis, curator pecunia publica;
        - Publius Licinius Gamala, (v.-65 - ap.-36), édile, tribun militaire, IIII IIvir d'Ostie;
          - ? Publius (Licinius Gamala), (v.-40 - ?);
            - Publius Licilius Gamala, (v.-20 - ap.33), IIvir d'Ostie;
              - (Publius Lucilius) Gamala, (v.5 - ?);
                - Publius Lucilius, (v.30 - ap.71), IIvir d'Ostie;
                  - (Publius Lucilius Gamala), (v.55 - ?);
                    - Publius Lucilius Gamala, (v.80 - ap.126), IIvir d'Ostie;
                      - Publius Lucilius Gamala, (v.100 - ap.v.136), IIvir d'Ostie;
                        - Publius Lucilius Gamala, (v.130 - ap.v.171/5), IIvir d'Ostie;

                  - Cnaeus Sentius Lucilius Gamala Clodianus, (v.60 - ap.135), IIvir Ostie, fils adoptif de Cnaeus Sentius Felix;

#### Autres
- Sextus Lucilius, (v.-120 - -86), Tribun de la plèbe en -87, exécuter par les marianistes.
- Marcus Lucilius, (v.-100 - ap.v.-64), tribun de la plèbe vers -64;
- Sextus Lucilius, (v.-85 - -51), beau-fils ou fils adoptif de Titus Gavius Capito, tué dans une bataille contre les Parthes.
- Lucilius, (v.-75 - ap.-30), ami de Brutus en -42, puis partisans de Marc Antoine.

### Sous le Principat
- Lucilius Longus, (v.-35 - 23), ami de Tibère. Il fut consul suffect pendant les six derniers mois de l'an 7 apr. J.-C. Lorsqu'Auguste ordonna à ce dernier de se retirer à Rhodes, Lucilius fut le seul sénateur à l'accompagner. Lorsqu'il mourut en 23 apr. J.-C., Tibère l'honora avec des funérailles de censeur[b 1],[a 2].
- Marcus Lucilius Paetus, (v.-30/20 - v.20/40), tribun militaire, praefectus fabrum, praefectus equitum.
- Lucilius, (v.-20 - 14), centurion stationné en Pannonie, tué par ses propres soldats à la suite de l'annonce de la mort d'Auguste[a 3].
- Cnaeus Lucilius Capito, (v.-20 - ap.23), procurateur du patrimoine en Asie, exiler en 23[a 4].
- Lucilius Iunior, (v.14 - ap.64), chevalier romain, procurateur en Sicile, ami de Sénèque.
- Sextus Lucilius Bassus, (v.35 - 73/4), praefectus alae en 68, praefectus classis en 69, légat d'Auguste propréteur en Judée.
- Lucilius Africanus, proconsul de Betique en 159.